# Georges Géret
Georges Géret, all'anagrafe Geret Antoine Henri (Lione, 18 ottobre 1924 – Parigi, 7 aprile 1996), è stato un attore francese.

## Biografia
Rimasto orfano di padre a sei anni, fu cresciuto dalla madre operaia.
Dopo gli studi, lavorò presso il Ministero delle Finanze, mentre perseguiva la carriera artistica recitando in gruppi teatrali amatoriali.
All'inizio degli anni cinquanta si trasferì a Parigi, dove venne notato dal regista e produttore Léo Joannon, che lo diresse nei suoi primi film. Dopo aver lavorato dal 1959 al 1963 per il Théâtre National Populaire di Jean Vilar, venne scritturato dal regista Luis Buñuel che gli affidò un ruolo di rilievo nel film Il diario di una cameriera (1964), accanto a Jeanne Moreau. Il suo personaggio di giardiniere e assassino lo portò alla definitiva consacrazione e gli consentì di partecipare ad altre pellicole di pregio, come Week-end a Zuydcoote (1964), nel ruolo del fuciliere mitragliatore Pinot, Sotto il tallone (1965), accanto a Lino Ventura, Matrimonio alla francese (1965), in cui interpretò il vicino di casa di Jean Gabin e innamorato della sua protetta, Parigi brucia? (1966), nella parte del fornaio che aiuta Pierre Vaneck nella fuga verso la zona libera, Z - L'orgia del potere (1969), in cui interpretò un fanatico del calcio e supertestimone di un attentato.
Lavorò in alcune occasioni per il cinema italiano, sotto la direzione di Luchino Visconti in Lo straniero (1967), al fianco di Marcello Mastroianni, di Elio Petri in Un tranquillo posto di campagna (1968), in cui recitò accanto a Franco Nero e Vanessa Redgrave, e di Tonino Valerii nel western Una ragione per vivere e una per morire (1972), accanto a James Coburn e Bud Spencer. Nel 1988 partecipò al film I ragazzi di via Panisperna di Gianni Amelio.
Georges Géret lavorò anche per la televisione, interpretando - fra gli altri - il ruolo di Jean Valjean nella miniserie I miserabili (1972), e quello di Vautrin in una riduzione per il piccolo schermo del romanzo Splendori e miserie delle cortigiane di Honoré de Balzac (1975).
Morì a Parigi il 7 aprile 1996, a seguito di un cancro. È sepolto nel cimitero di Saint-Paul-de-Vence.

## Filmografia parziale
- Lo spretato (Le Défroqué), regia di Léo Joannon (1954)
- Le notti di Montmartre (Les nuits de Montmartre), regia di Pierre Franchi (1955)
- L'uomo dalle chiavi d'oro (L'Homme aux clefs d'or), regia di Léo Joannon (1956)
- Le signore preferiscono il mambo (Ces dames préfèrent le mambo), regia di Bernard Borderie (1957)
- L'inferno di Pigalle (Le désert de Pigalle), regia di Léo Joannon (1958)
- La rapina di Montparnasse (Le Caïd), regia di Bernard Borderie (1960)
- I giganti dell'oro nero (Le Sahara brûle), regia di Michel Gast (1961)
- Sensi inquieti (Climats), regia di Stellio Lorenzi (1961)
- La morte sale in ascensore (Le Monte-charge), regia di Marcel Bluwal (1962)
- Il diario di una cameriera (Le Journal d'une femme de chambre), regia di Luis Buñuel (1964)
- Week-end a Zuydcoote (Week-end à Zuydcoote), regia di Henri Verneuil (1964)
- Il ribelle di Algeri (L'Insoumis), regia di Alain Cavalier (1964)
- Mata-Hari, agente segreto H21 (Mata Hari, agent H21), regia di Jean-Louis Richard (1964)
- Rapina al sole (Par un beau matin d'été), regia di Jacques Deray (1965)
- Sotto il tallone (La Métamorphose des cloportes), regia di Pierre Granier-Deferre (1965)
- Matrimonio alla francese (Le Tonnerre de Dieux), regia di Denys de La Patellière (1965)
- Vagone letto per assassini (Compartiment tueurs), regia di Costa Gavras (1965)
- Parigi brucia? (Paris brûle-t-il ?), regia di René Clément (1966)
- Il papavero è anche un fiore (Poppy Is Also a Flower), regia di Terence Young (1966)
- Femmina (La grande sauterelle), regia di Georges Lautner (1967)
- Segreti che scottano (Geheimnisse in goldenen Nylons), regia di Christian-Jaque (1967)
- Lo straniero (L'Étranger), regia di Luchino Visconti (1967)
- Radiografia di un colpo d'oro (Las Vegas 500 millones), regia di Antonio Isasi-Isasmendi (1967)
- La ragazza della notte (Vivre la nuit), regia di Marcel Camus (1968)
- Un tranquillo posto di campagna, regia di Elio Petri (1968)
- L'astragalo (L'Astragale), regia di Guy Carasil (1968)
- La stella del Sud (The Southern Star), regia di Sidney Hayers (1969)
- Z - L'orgia del potere (Z), regia di Costa Gavras (1969)
- Alla bella Serafina piaceva far l'amore sera e mattina (La Fiancée du pirate), regia di Nelly Kaplan (1969)
- L'assassino colpisce all'alba (Le Champignon), regia di Marc Simenon (1970)
- Tempo di violenza, regia di Sergio Gobbi (1970)
- Week end proibito di una famiglia quasi per bene (Les Jambes en l'air), regia di Jean Dewever (1971)
- Una ragione per vivere e una per morire, regia di Tonino Valerii (1972)
- I miserabili (Les Misérables), regia di Marcel Bluwal - miniserie TV, 2 episodi (1972)
- L'insolente - Il più crudele tra quelli della mala (L'Insolent), regia di Jean-Claude Roy (1973)
- Requiem per un commissario di polizia (Un officier de police sans importance), regia di Jean Larriaga (1973)
- Tre per una grande rapina (Le Mataf), regia di Serge Leroy (1973)
- La punizione (La Punition), regia di Pierre-Alain Jolivet (1973)
- Il marsigliese - Storia del re dello scasso (Le Solitaire), regia di Alain Brunet (1973)
- Ultimatum alla polizia (Par le sang des autres), regia di Marc Simenon (1974)
- Il clan degli imbroglioni (La gueule de l'emploi), regia di Jacques Rouland (1974)
- Il protettore (Le Protecteur), regia di Roger Hanin (1974)
- Il sapore della paura (La Traque), regia di Serge Leroy (1975)
- Spermula, regia di Charles Matton (1976)
- Poliziotto o canaglia (Flic ou Voyou), regia di Georges Lautner (1979)
- Il vizietto dell'onorevole (La Gueule de l'autre), regia di Pierre Tchernia (1979)
- Il piccione di piazza San Marco (Le Guignolo), regia di Georges Lautner (1980)
- Nido di spie (Teheran 43), regia di Aleksandr Alov (1980)
- Bolero (Les Uns et les Autres), regia di Claude Lelouch (1981)
- La guerrigliera (La Guérilléra), regia di Pierre Kast (1982)
- I ragazzi di via Panisperna, regia di Gianni Amelio (1988)
- L'inconnu dans la maison, regia di Georges Lautner (1992)

## Doppiatori italiani
- Sergio Graziani in Matrimonio alla francese
- Aldo Giuffré in Un tranquillo posto di campagna
- Corrado Gaipa in Z - L'orgia del potere
- Michele Malaspina in Una ragione per vivere e una per morire
- Gianni Musy in Tre per una grande rapina
- Glauco Onorato in I ragazzi di via Panisperna
- Mario Feliciani in Il diario di una cameriera